# Terra preta

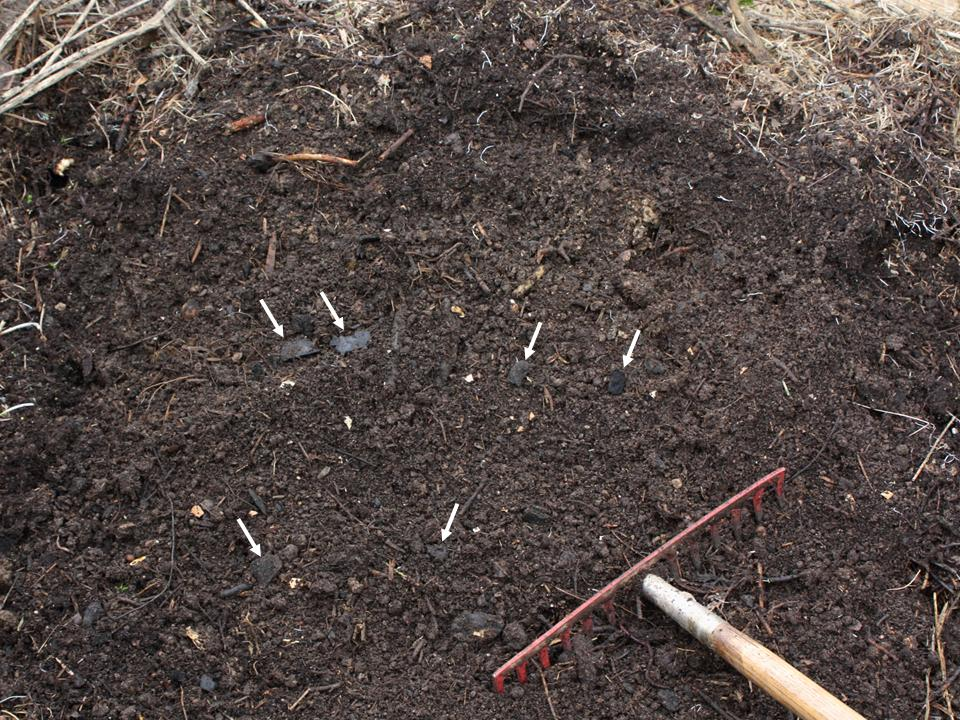
Selbst hergestellte Terra preta: Gartenkompost mit Erde und Holzkohle (siehe Pfeile)

Terra preta (portugiesisch für „schwarze Erde“) beziehungsweise Terra preta de índio („schwarze Indianererde“) ist die Bezeichnung für einen fruchtbaren, im Amazonasbecken anzutreffenden anthropogenen Boden, genauer einen Pretic Anthrosol. Der Boden besteht aus einer Mischung von Holz- und Pflanzenkohle, menschlichen Fäkalien, Dung und Kompost, durchsetzt mit Tonscherben und gelegentlich auch Knochen sowie Fischgräten.
Aufgrund der Farbe und des Anteils an pyrogenem Kohlenstoff wird Terra preta, die „schwarze Erde“, auch als Indianer-Schwarzerde Amazoniens bezeichnet, ist aus bodenkundlicher Sicht aber keine Schwarzerde.

## Verbreitung
Die Hauptverbreitungsgebiete von Terra preta konzentrieren sich auf die Gebiete der Wanderfeldwirtschaft mit Brandfeldbau in den feuchten Tropen. Nachgewiesen sind sie in Südamerika (Brasilien, Kolumbien, Ecuador, Französisch-Guayana) mit einer Landfläche von ca. 154 Quadratkilometern. Dabei finden sie sich häufig in ehemaligen Siedlungsgebieten in unmittelbarer Flussnähe wieder.
Ähnliche Phänomene sind auch in anderen Erdteilen bekannt, wie beispielsweise in Afrika (Ghana, Sierra Leone, Liberia, Guinea), Südostasien (Indonesien) und auch in Europa (Deutschland und Schweden).
Terra-preta-Böden wurden in einem jahrhundertelangen Prozess geschaffen und intensiv genutzt. Überdies wird ihre Entdeckung gern als Beispiel für den quantitativen Ansatz der Kulturlandschaftsdebatte genannt, was belegen soll, dass selbst Teile sogenannter Urwälder anthropogen verändert sind.
Laut einer optimistischen Abschätzung des Geographen William I. Woods, die auf nachgewiesenen Vorkommen basiert, könnten bis zu zehn Prozent der Oberfläche des Amazonasbeckens von dunkler Erde bedeckt sein; konservative Schätzungen gehen hingegen nur von 0,1 bis 0,3 Prozent aus. Daraus lässt sich vermuten, dass das Amazonasbecken einst fünf bis zehn Millionen Menschen beherbergt haben könnte. Die meisten dunklen Böden entstanden zwischen 700 und 1000 n. Chr., manche datieren weit vor Beginn unserer Zeitrechnung.

## Entstehung
In den feuchten Tropen ist aufgrund der hohen Temperaturen die Verwitterung sehr rasch. Außerdem sind viele Böden sehr alt und daher sehr stark verwittert. Es entstehen Ferralsole, die von Kaolinit sowie Aluminium- und Eisenoxiden dominiert sind. Pflanzennährstoffe wurden weitgehend ausgewaschen, und eingebrachte Nährstoffe können kaum gespeichert werden. Darüber hinaus werden organische Substanzen aufgrund der hohen Temperaturen rasch abgebaut und mineralisiert.
Terra preta entsteht durch langjährigen Eintrag von Asche, Biomasse, Küchenabfällen, Verkohlungsrückständen, pyrogenem Kohlenstoff, Knochen, Dung und menschlichen Fäkalien. Durch Mikroorganismen und Bodentiere wird organische Substanz teilweise abgebaut, stabilisiert und in die Tiefe verlagert (Bioturbation). So entstehen bis zu zwei Meter mächtige Horizonte.
Ein wichtiger Bestandteil für die Genese der Terra preta ist Pflanzenkohle, die etwa 20 % des Kohlenstoffs ausmacht und durch ihren langsamen Abbau (ca. 2.000 Jahre) zur Stabilität beiträgt; zur Entstehung und Erhaltung werden jedoch auch Nährstoffe und Mikroorganismen benötigt.

## Eigenschaften
Die Terra preta hat zwei wichtige Eigenschaften im Hinblick auf Bodenfruchtbarkeit und ihre Speicherfähigkeit von Kohlenstoff:
Sie ist in der Lage, hohe Nährstoffmengen zu speichern. Bei Stickstoff ist dies 17 t/ha und bei Phosphor 13 t/ha; dies ist doppelt so viel Stickstoff bzw. viermal so viel Phosphor wie bei umliegenden Ferralsolen. Daneben enthält sie bereits im Durchschnitt 250 t/ha organischen Kohlenstoff und 50 t/ha Pflanzenkohle, entsprechend dreimal mehr bzw. siebzigmal mehr als umliegende Ferralsole.

## Potential zur effizienten Ressourcennutzung
Neu geschaffene Terra preta (Terra preta nova) könnte die Erträge landwirtschaftlich unproduktiver Böden steigern.
Die zur Erzeugung der Pflanzenkohle notwendige Biomasse müsste aus Ernterückständen oder Plantagen gewonnen werden, weil die Nutzung primärer Urwälder aus ökologischen Gründen nicht sinnvoll ist. Daher wird vorgeschlagen, über Pyrolyse weitere Pflanzenkohle zu erzeugen. Dabei können jedoch toxische Polycyclische aromatische Kohlenwasserstoffe entstehen, die beim Einbringen der Kohle in den Boden zu einer entsprechenden Kontamination des Bodens führen können; deswegen sollte das Produkt überprüft werden. Es entstehen bei der Pyrolyse ein flüssiges Kreosot, welches auch krebserregende Substanzen enthalten kann, und ein Pyrolysegas, dominiert von den brennbaren Gasen CO, H2 und CH4.
In Anbetracht der Knappheit der sinnvoll einzusetzenden Biomasse für die Verkohlung besteht bei einer breiten Anwendung – und womöglich Förderung – der Pflanzenkohle zur Bodenanwendung das Risiko, dass wertvolle Holzbestände oder gar kontaminierte verschwelbare Abfälle für die Pyrolyse eingesetzt werden.

## Forschung

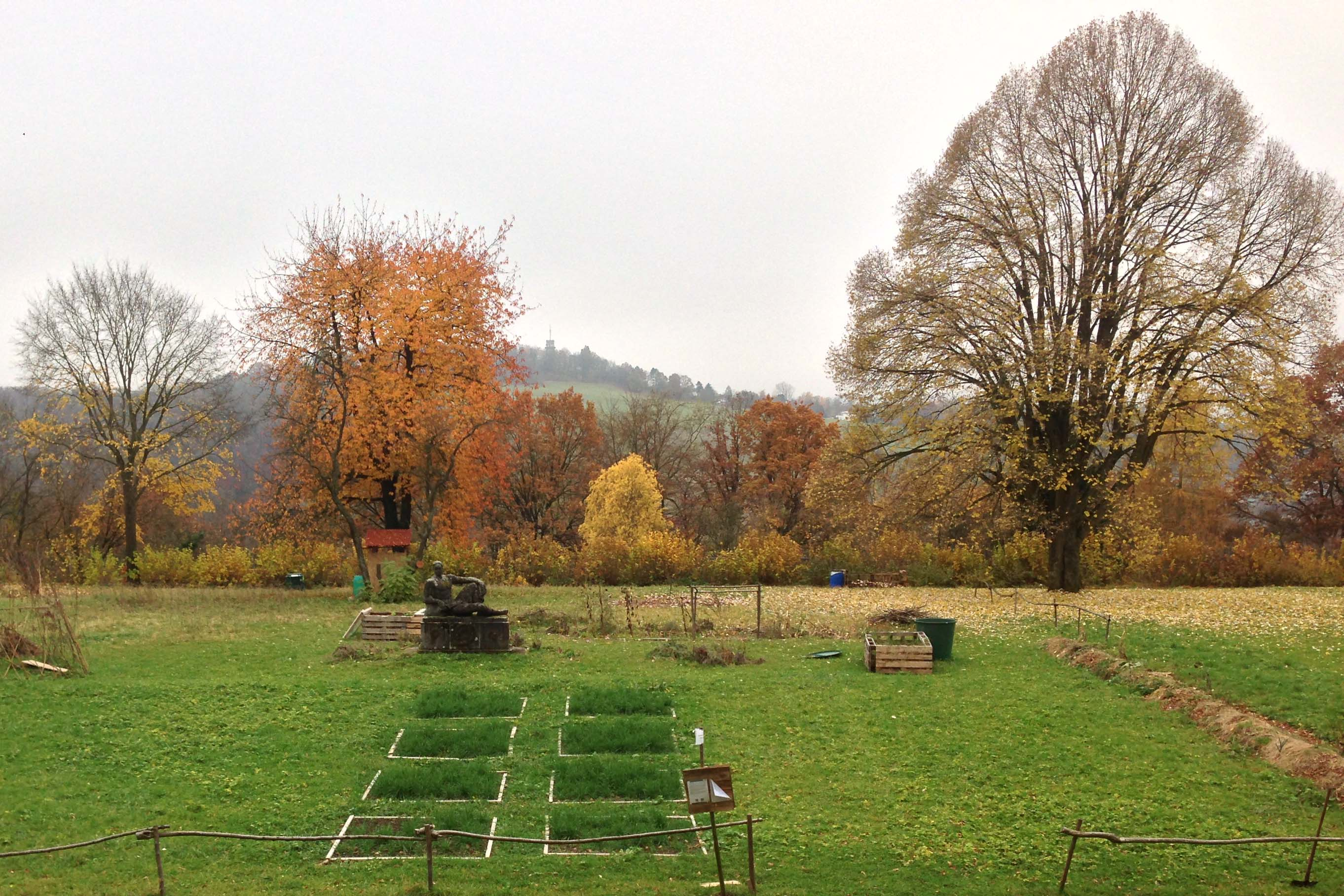
Terra-Preta-Projekt auf dem Sand in Tübingen

Seit der ersten wissenschaftlichen Beschreibung von Terra preta durch Anthropologen und Geographen (1871, 1903) haben sich ab Mitte des 20. Jahrhunderts Bodenkundler der Erforschung der Terra preta zugewandt. Seit einigen Jahren ist die wissenschaftliche Untersuchung der Terra preta intensiviert worden, auch in Europa.
In der Archäologie des Amazonasbeckens ist das Vorkommen von Terra preta ein wichtiger Indikator für menschliche Siedlungstätigkeit.
Weltweit gibt es zahlreiche Projekte, die sich mit den Eigenschaften der Terra preta beschäftigen; dazu gehören unter anderem Terra Preta Wageningen, ClimaCarbo, Terra BoGa und das Ithaka Institut.